# Вартанов, Григорий Мартиросович
Григо́рий Мартиро́сович Варта́нов (21 марта 1939, СССР — 17 июля 2010, Лансинг) — мастер спорта СССР по боксу (1960), судья международной категории (1983), Заслуженный тренер РСФСР. Принимал участие в судействе Игр доброй воли 1986 года и Кубка мира 1987 года.

## Биография
Был доцентом кафедры физической культуры Грозненского нефтяного института. Ему было присвоено звание Заслуженного работника культуры Чечено-Ингушской АССР.
Среди его воспитанников чемпионы СССР, победители многих турниров Хамзат Джабраилов и Рамзан Себиев.
В 1973 году снялся в художественном фильме «Ринг». Григорий Вартанов брат кинорежиссёра Михаила Вартанова.
После распада СССР уехал в США. Скончался в городе Лансинг (штат Мичиган) 17 июля 2010 года.